# Lena Lattwein
Lena Lattwein (Neunkirchen, Sarre, Alemania; 2 de mayo de 2000) es una futbolista alemana. Juega de centrocampista y su equipo actual es el VfL Wolfsburgo de la Bundesliga. Es internacional absoluta por la selección de Alemania desde 2016.

## Trayectoria
Lattwein comenzó su carrera a nivel senior en el 1. FC Saarbrücken en la 2. Frauen-Bundesliga, segunda división del país. Disputó 10 encuentros y anotó 6 goles en su primera y única temporada en el club.
En junio de 2017, fichó por el 1899 Hoffenheim de la Bundesliga. Debutó en primera el 2 de septiembre de 2017, en la derrota por 0-6 ante el VfL Wolfsburgo.
En 2021, firmó contrato con el VfL Wolfsburgo.

## Selección nacional
Lattwein fue internacional juvenil por Alemania, en las categorías sub-15 y sub-16.
Debutó por la selección de Alemania el 10 de noviembre de 2018 contra Italia, fue victoria alemana por 5-2.
En junio de 2022, fue citada para disputar la Eurocopa Femenina 2022.

## Clubes
| Club              | País     | Año           |
| ----------------- | -------- | ------------- |
| 1. FC Saarbrücken | Alemania | 2017          |
| 1899 Hoffenheim   | Alemania | 2017-2021     |
| VfL Wolfsburgo    | Alemania | 2021-presente |

## Vida personal
Lattwein  estudió Economía matemática en la Universidad de Mannheim.